# Crithagra reichardi
Crithagra reichardi е вид птица от семейство Чинкови (Fringillidae).

## Разпространение
Видът е разпространен в Бурунди, Етиопия, Замбия, Демократична република Конго, Кения, Малави, Мозамбик, Судан, Танзания и Южен Судан.